# Jenny Macklin
Jennifer Louise Macklin, née le 29 décembre 1953, est une femme politique australienne, députée à la Chambre des Représentants australienne de la circonscription de Jagajaga dans l’État de Victoria de 1996 à 2019.

## Biographie
Née à Brisbane, Macklin passe sa jeunesse au Victoria et étudie quelque temps au Japon, avant d’obtenir un diplôme d’économie à l’Université de Melbourne. Politiquement, après des débuts marxistes, Macklin milite à l'aile gauche du parti travailliste.
De 1976 à 1978, elle est chercheuse à l’Université nationale australienne avant de rejoindre la bibliothèque parlementaire à Canberra en tant que spécialiste des questions économiques. À partir de 1981, elle intègre l’organigramme de l’ALP en devenant coordinatrice de recherche au centre de documentation du parti à Melbourne. En 1985, elle devient conseillère auprès du ministre de la Santé de l’État de Victoria jusqu’en 1988. Macklin continue sa carrière dans le domaine de l’économie de la santé (point commun avec Hillary Rodham Clinton) en dirigeant le National Health Strategy, centre de prospective national et gouvernemental en politique de la santé de 1990 à 1993 puis l’Australian Urban and Regional Development Review jusqu’en 1995.
En 1996, Macklin est élue députée de la circonscription de Jagajaga et fait d’emblée partie du cabinet fantôme travailliste. Elle y occupe successivement plusieurs postes : personnes âgées, sécurité sociale, droits des femmes puis santé en 1998. Malgré les critiques du ministre de la Santé de l’époque, Michael Wooldridge sur sa « voix stupide, pleurnicharde et geignarde », elle acquiert expérience et solidité dans ses interventions parlementaires.
À la suite de la défaite électorale du Labor en 2001, Macklin est élue vice-présidente du parti, Simon Crean en devenant président. Macklin devient ministre de l’Éducation du cabinet fantôme. Elle garde sa place de vice-présidente en décembre 2003 lorsque Mark Latham remplace Crean à la tête du parti.
Le 18 janvier 2005, Latham démissionne et Macklin dirige l'ALP jusqu'à l’élection de Kim Beazley à la tête du parti le 28 janvier. Macklin redevient alors vice-présidente du parti et prend le portefeuille de l'Éducation, de la Formation, des Sciences et de la Recherche dans le cabinet fantôme.
Le 4 décembre 2006, Kevin Rudd prend la tête du parti et Julia Gillard la vice-présidence. Lorsque le parti travailliste remporte les élections en 2007, elle devient Ministre de la Famille, du Logement, des Services communautaires et des Affaires aborigènes poste qu'elle conserve dans le gouvernement Julia Gillard.
Le 20 septembre 2012, elle annonce que le projet de référendum national promis en 2010, pour l'introduction dans la Constitution du pays d'un paragraphe sur la reconnaissance des Aborigènes, est repoussé de deux ou trois ans.